# Jonas Holmkvist
Jonas Holmkvist, né le 7 mai 1950 à Halmstad, est un coureur cycliste suédois.

## Palmarès
- 2001
  - Svanesunds 2-dagars :
    - Classement général
    - 1re étape
- 2002
  -  Champion de Suède du contre-la-montre par équipes (avec Erik Wendel et Gustav Larsson)
  - Scandinavian Open Road Race
- 2003
  -  Champion de Suède sur route
  - Ringerike Grand Prix :
    - Classement général
    - 1re et 4e étapes

  - 2e et 6e étapes de la FDB Insurance Rás
  - Cykeltouren :
    - Classement général
    - 2e et 3e étapes
- 2004
  - 5e étape de la Course de Solidarność et des champions olympiques
  - Grand Prix Veckan :
    - Classement général
    - 2e et 4e étapes

  - 3e de l'Östgötaloppet
  - 3e du Fyen Rundt

## Classements mondiaux
| Année           | 2005 |
| --------------- | ---- |
| UCI Europe Tour | 603e |